# 1. Klasse Ostpreußen 1940/41
Die 1. Klasse Ostpreußen 1940/41 war die achte Spielzeit der zweitklassigen, nun 1. Klasse Ostpreußen genannten Spielklasse im Sportgau Ostpreußen. Die Liga wurde in sechs Bezirke eingeteilt, wobei aus den Bezirken 4 Lyck und 6 Zichenau kein Spielbetrieb überliefert ist. Die Sieger der einzelnen Bezirksklassen qualifizierten sich für die Aufstiegsrunde zur Gauliga Ostpreußen 1941/42, bei der zwei Aufsteiger zur kommenden Gauliga ermittelt wurden. Es setzten sich der LSV Heiligenbeil und der VfB Osterode durch. Nachdem sich der LSV Richthofen Neukuhren aus der Gauliga zurückgezogen hatte, durfte auch der Drittplatzierte der Aufstiegsrunde, SC Preußen Insterburg, in die erste Liga aufsteigen.

## Bezirk 1 Königsberg
| Pl. | Verein                                             | Sp. | S | U | N | Tore    | Quote | Punkte |
| --- | -------------------------------------------------- | --- | - | - | - | ------- | ----- | ------ |
| 1.  | LSV Heiligenbeil (N)                               | 10  | 9 | 1 | 0 | 047:600 | 7,83  | 19:10  |
| 2.  | MTV Ponarth                                        | 10  | 5 | 1 | 4 | 022:250 | 0,88  | 11:90  |
| 3.  | Königsberger STV                                   | 10  | 4 | 2 | 4 | 032:260 | 1,23  | 10:10  |
| 4.  | SpVgg ASCO Königsberg                              | 10  | 4 | 1 | 5 | 017:220 | 0,77  | 09:11  |
| 5.  | WKG der BSG Ferdinand Schichau GmbH Königsberg (N) | 10  | 3 | 1 | 6 | 021:200 | 1,05  | 07:13  |
| 6.  | Concordia Königsberg                               | 10  | 2 | 0 | 8 | 010:500 | 0,20  | 04:16  |

| (N) | Aufsteiger aus den 2. Klassen / Neuling |

## Bezirk 2 Tilsit

### Staffel Memel
| Pl. | Verein                 | Sp. | S | U | N | Tore    | Quote | Punkte |
| --- | ---------------------- | --- | - | - | - | ------- | ----- | ------ |
| 1.  | SpVgg Memel            | 7   | 4 | 3 | 0 | 021:110 | 1,91  | 11:30  |
| 2.  | SC Memel               | 7   | 3 | 3 | 1 | 021:900 | 2,33  | 09:50  |
| 3.  | SV Memel               | 7   | 2 | 2 | 3 | 017:200 | 0,85  | 06:80  |
| 4.  | Reichsbahn-SG Memel    | 6   | 1 | 2 | 3 | 009:220 | 0,41  | 04:80  |
| 5.  | Freya-VfR Memel II (N) | 5   | 1 | 0 | 4 | 003:900 | 0,33  | 02:80  |
| 6.  | TuSV Heydekrug a (N)   | 0   | 0 | 0 | 0 | 000:000 | 1,00  | 0:0    |

| (N) | Aufsteiger aus den 2. Klassen / Neuling |

### Staffel Tilsit
| Pl. | Verein                 | Sp. | S | U | N | Tore    | Quote | Punkte |
| --- | ---------------------- | --- | - | - | - | ------- | ----- | ------ |
| 1.  | Polizei-SV Tilsit      | 3   | 3 | 0 | 0 | 023:300 | 7,67  | 06:0   |
| 2.  | VfB Tilsit             | 3   | 1 | 1 | 1 | 007:120 | 0,58  | 03:30  |
| 3.  | Tilsiter SC            | 4   | 0 | 1 | 3 | 005:200 | 0,25  | 01:70  |
| 4.  | Polizei-SV Tilsit II b | 0   | 0 | 0 | 0 | 000:000 | 1,00  | 0:0    |
| 5.  | TuSV Ragnit 1880 c     | 0   | 0 | 0 | 0 | 000:000 | 1,00  | 0:0    |

### Finale Tilsit-Memel
| Datum                       |                                    | Gesamt |                                           | Hinspiel | Rückspiel |
| --------------------------- | ---------------------------------- | ------ | ----------------------------------------- | -------- | --------- |
| 11. Mai 1941 / 17. Mai 1941 | SpVgg Memel (Sieger Staffel Memel) |        | Polizei-SV Tilsit (Sieger Staffel Tilsit) | 1:0      | 0:0+ d    |

## Bezirk 3 Insterburg
| Pl. | Verein                       | Sp. | S | U | N | Tore    | Quote | Punkte |
| --- | ---------------------------- | --- | - | - | - | ------- | ----- | ------ |
| 1.  | SC Preußen Insterburg        | 7   | 6 | 0 | 1 | 027:900 | 3,00  | 12:20  |
| 2.  | FC Preußen Gumbinnen         | 6   | 4 | 1 | 1 | 023:110 | 2,09  | 09:30  |
| 3.  | SV Insterburg II (N)         | 3   | 1 | 0 | 2 | 007:110 | 0,64  | 02:40  |
| 4.  | SV Ebenrode (N)              | 5   | 0 | 1 | 4 | 008:210 | 0,38  | 01:90  |
| 5.  | VfL Schloßberg (N)           | 3   | 0 | 0 | 3 | 004:170 | 0,24  | 0:60   |
| 6.  | SV Grün-Weiß Gumbinnen e (N) | 0   | 0 | 0 | 0 | 000:000 | 1,00  | 0:0    |

| (N) | Aufsteiger aus den 2. Klassen |

## Bezirk 5 Allenstein
| Pl. | Verein                   | Sp. | S | U | N | Tore    | Quote | Punkte |
| --- | ------------------------ | --- | - | - | - | ------- | ----- | ------ |
| 1.  | VfB Osterode             | 6   | 4 | 1 | 1 | 020:110 | 1,82  | 09:30  |
| 2.  | SV Allenstein            | 6   | 3 | 0 | 3 | 023:200 | 1,15  | 06:60  |
| 3.  | Reichsbahn SG Allenstein | 6   | 2 | 1 | 3 | 016:200 | 0,80  | 05:70  |
| 4.  | Viktoria Allenstein      | 6   | 2 | 0 | 4 | 019:270 | 0,70  | 04:80  |